# Hara, Östersunds kommun
Hara är en tätort i Sunne distrikt (Sunne socken) i Östersunds kommun. Hara ligger vid Storsjön, cirka 25 km sydväst om Östersund. Genom Hara rinner Haraån.
Hara är en av Sveriges längsta byar, närmare 7 km lång. Besökare möts av den speciella "Lilliesköldstallen", eller "Haratallen", vid infarten av byn. Den karakteristiskt klotformade tallen är från 1830-talet och har blivit en symbol för Hara. [Källa saknas]

## Befolkningsutveckling
| Befolkningsutvecklingen i Hara 2015–2020                                                      | Befolkningsutvecklingen i Hara 2015–2020 | Befolkningsutvecklingen i Hara 2015–2020 | Befolkningsutvecklingen i Hara 2015–2020 | Befolkningsutvecklingen i Hara 2015–2020 |
| --------------------------------------------------------------------------------------------- | ---------------------------------------- | ---------------------------------------- | ---------------------------------------- | ---------------------------------------- |
|                                                                                               |                                          |                                          |                                          |                                          |
| År                                                                                            |                                          |                                          | Folkmängd                                | Areal (ha)                               |
| 2015                                                                                          | 2015                                     |                                          | 234                                      | 105                                      |
| 2020                                                                                          | 2020                                     |                                          | 231                                      | 103                                      |
| Anm.: Ny tätort 2015. Hara var tidigare en småort vilken 2010 hade 162 invånare på 58 hektar. |                                          |                                          |                                          |                                          |